# Skeleton Tree
Skeleton Tree és el setzè àlbum d'estudi del grup australià Nick Cave & The Bad Seeds, publicat per la companyia discogràfica Bad Seed Ltd. el 9 de setembre de 2016.

## Enregistrament
Skeleton Tree va ser enregistrat en diverses sessions entre finals de 2014 i començaments de 2016, finançades pel mateix Nick Cave, amb producció de Cave i de Warren Ellis. Les primeres sessions van ser realitzades als Retreat Recording Studios de Brighton, Anglaterra, amb Kevin Paul com a principal enginyer de so. Durant aquestes sessions, Arthur, el fill de Cave, va morir en caure d'un penya-segat prop d'Ovingdean Gap, amb quinze anys. Les sessions van ser represes en els estudis La Frette de la Frette-sur-Seine, França amb Nick Launay com a coproductor de les sessions. Les últimes sessions d'enregistrament van tenir lloc als Air Studios de Londres sota la supervisió dels enginyers Kevin Paul i Jake Jackson a començament del 2016, on va ser també enregistrat el documental One More Time with Feeling.

## Publicació
Skeleton Tree va ser publicat a nivell mundial el 9 de setembre de 2016 per la companyia Bad Seed Ltd en format CD, LP i com a descàrrega digital. Una setmana abans del llançament, va ser publicat el senzill "Jesus Alone" al costat d'un videoclip del tema dirigit per Andrew Dominik, amb metratge del documental One More Time with Feeling. El llargmetratge, amb Nick Cave and The Bad Seeds interpretant diversos temes de l'àlbum, es va estrenar als cinemes mundialment el 8 de setembre, un dia abans del llançament oficial del disc.

## Recepció
John Aizlewood va definir Skeleton Tree com un "disc d'una bellesa impressionant, de dolor escampat, de vegades directe, de vegades al·legòric" i va destacar la música "tendra i moderada" així com la veu "més esquerdada i més incerta" de Cave. Aizlewood va definir Skeleton Tree com un "assoliment sorprenent, aquell pel qual Cave sempre serà recordat". En una primera ressenya pel The Guardian, Dave Simpson es va referir a l'àlbum com un disc "sorprenent i molt fosc". Simpson va comparar l'instintiu udol del cor i de l'intestí de Cave amb la versió de Johnny Cash de "Hurt", dient que les "febleses, ferides i vulnerabilitats en la seva veu donen constància de la seva força i humanitat".

## Llista de cançons
Totes les lletres escrites per Nick Cave, totes les cançons foren compostes per Nick Cave i Warren Ellis.
| Núm.          | Títol             | Durada |
| ------------- | ----------------- | ------ |
| 1.            | «Jesus Alone»     | 5:52   |
| 2.            | «Rings of Saturn» | 3:28   |
| 3.            | «Girl in Amber»   | 4:51   |
| 4.            | «Magneto»         | 5:22   |
| 5.            | «Anthrocene»      | 4:34   |
| 6.            | «I Need You»      | 5:58   |
| 7.            | «Distant Sky»     | 5:36   |
| 8.            | «Skeleton Tree»   | 4:01   |
| Durada total: | Durada total:     | 39:42  |

## Equip
Nick Cave& The Bad Seeds
- Nick Cave – veu, piano, piano elèctric, sintetitzador, vibráfono i cors.
- Warren Ellis – sintetitzador, loops, piano, piano elèctric, guitarra, violí, viola, bateria i cors.
- Martyn Casey – baix.
- Thomas Wydler – bateria.
- Jim Sclavunos – percussió, campanes tubulars, vibràfon i cors.
- George Vjestica – guitarra acústica i cors.

Altres músics
- Else Torp – cors.
- Ellie Wyatt – violí.
- Charlotte Glason – viola.
- Joe Giddey – cello.